# Důl Almazna
Uhelný důl Almazna je uhelný důl, který se nachází v Doněcké oblasti na severovýchodě Ukrajiny. Almazna představuje jednu z největších zásobáren uhlí s množstvím přesahujícím 73 milionů tun. Ročně se v dole vytěží kolem 712 tisíc tun uhlí.
Státní akciová společnost „Šachta Алмазна“ byla založena v roce 1996 prostřednictvím podílu ve společnosti Šachta imeni RSČA. V roce 1997 dostal důl označení Almazna. Důl je dceřinou společností státní holdingové společnosti Dobropilljavugillja a ve skutečnosti zůstává státním podnikem.

## Historie
V roce 1892 se v dole začal těžit surové uhlí.  Dva antracitové Jerastovské doly byly otevřeny v roce 1900. Akciová společnost byla založena až roku 1910. V 30. letech 20. století se denně v dolech vytěžilo kolem 1300 tun uhlí. V okolí dolů vzniklo v roce 1953 město s názvem Dobropillja. 

## Průběh těžby v čase
V roce 2001 majitelé dolů oznámili denní uhelnou produkci mezi 2500 až 2700 tuny uhlí. V roce 2003 již bylo z dolu vytěženo 804 tisíc tun uhlí. Hranici 1 milion tun uhelný důl přesáhl v roce 2015.